# Кронвинкль (замок)
Кронвинкль (нем. Schloss Kronwinkl), также встречается название Альтен-Прайзинг (нем. Alten-Preysing) — средневековый замок, расположенный в одноимённой общинеКронвинкле, в коммуне Эхинг, в правительственном округе Нижняя Бавария, в районе Ландсхут, в федеральной земле Бавария, Германия. Комплекс является родовой резиденцией дворянской семьи фон Прейзинг. По своему типу относится к замкам на вершине.

## История

### Ранний период

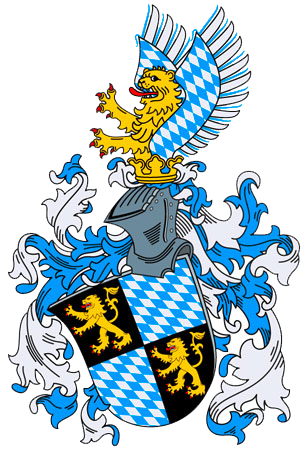
Родовой герб семьи Виттельсбахов

Первое каменное укрепление на невысоком холме недалеко от берега реки Изар возникло не позднее XIII века (по некоторым данным существовало уже в XII столетии). Крепость позволяла контролировать окружающую долину и важный торговый маршрут между городами Мюнхен и Ландсхут.
С момента основания Кронвинкль принадлежит семье фон Прейзинг. Это делает комплекс уникальным. В Германии всего несколько замков, которые за время существования оставались в руках одной и той же семьи. Однако все эти крепости были основаны позднее, чем Кронквиль. У его владельцев всегда хватало наследников мужского пола, что на протяжении многих столетий не позволило роду фон Прейзинг угаснуть. Многие представители семьи в период позднего Средневековья занимали высокие должности при дворе Виттельсбахов, герцогов Баварии.
Сведений о раннем периоде существовании замка очень мало. Известно только, что он много раз расширялся и реконструировался. К XIV веку уже имелась высокая центральная башня (донжон) с высоким входом, верхние этажи которой служили жилыми покоями для семьи владельцев. Вокруг была построена кольцевая стена, которая образовывала небольшой двор. Внутри размещались кузница, склады и конюшни. В эту же эпоху представители рода получили от баварских герцогов престижный титул шенка (виночерпия), который могли передавать по наследству. В XV веке одной из ветвей семьи был дарован титул баронов. Позднее семья получила право на титул имперских графов.

### ЭпохаРенессанса

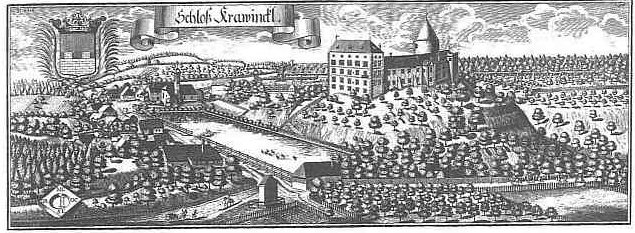
Замок Кронквиль по гравюре конца XVII века работы Венинг, Михаэль

В XVI веке представители семьи фон Прейзинг решили перебраться в более комфортные условия и начали возводить внутри стен жилое здание. Со временем в ходе новых расширений были построены четыре крыла, образующих замкнутое пространство. Во внешнем облике сооружения от прежней крепости почти ничего не осталось.
Несмотря на многочисленные военные конфликты, которые происходили на территории Баварии, Кронвинкль не получил серьёзных повреждений ни во время Тридцатилетней войны, ни в ходе Наполеоновских войн.
В XVIII веке вокруг замка был заложен пейзажный парк. В XIX веке в нём создали пруды и проложили аллеи.

### XX век

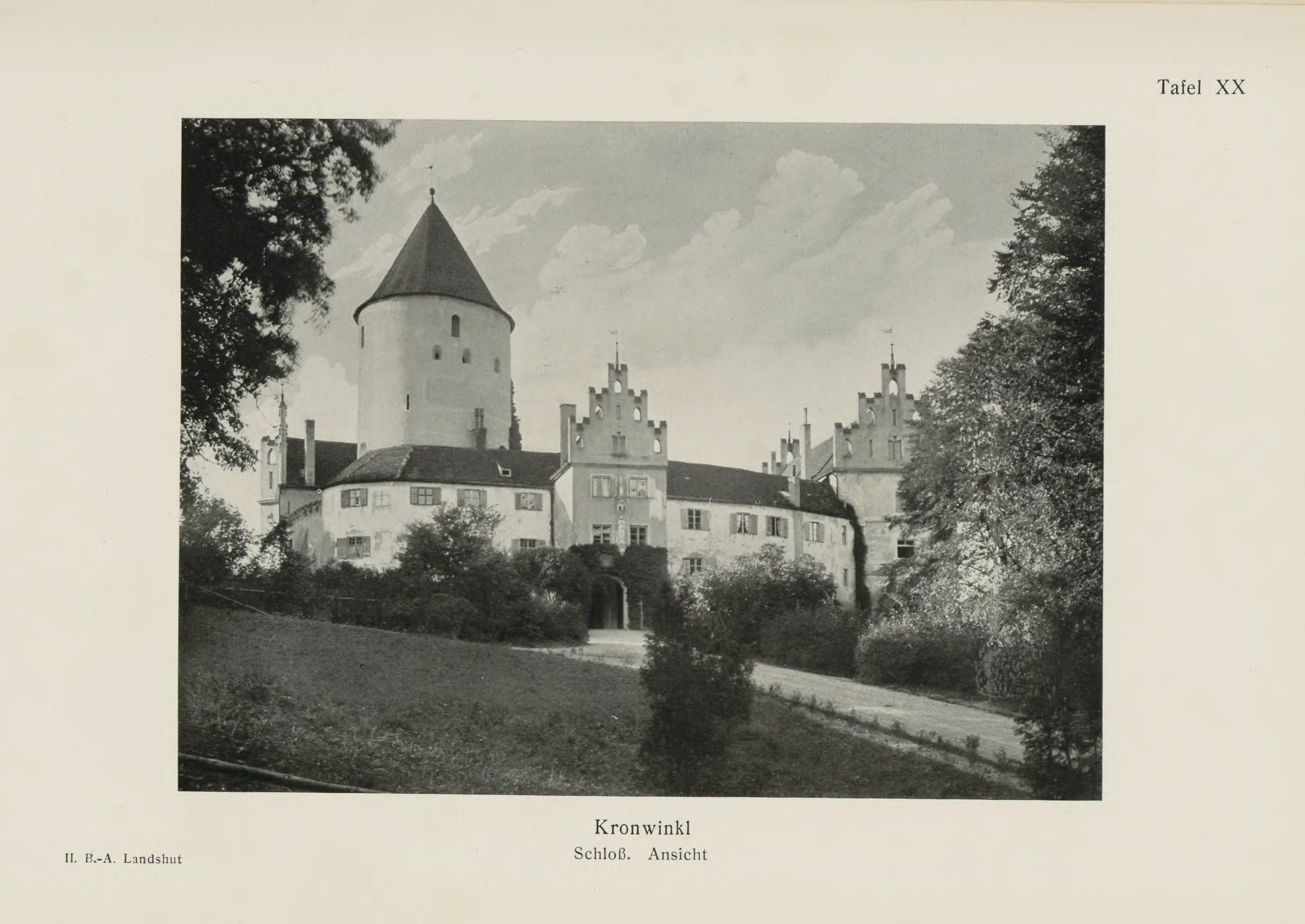
Замок на фотографии 1914 года

Замок оставался жилой резиденцией всю первую половину XX века. Боевые действия в ходе Второй мировой войны обошли Кронвинкль стороной.
В начале 1970-х годов замок сначала арендовала мюнхенская социальная коммуна «Highfish» под руководством известной немецкой актрисы и фотомодели Уши Обермайера и писателяРайнера Лангханса (создатель Коммуны I, знаменитой идейной общины). Затем комплекс для своих нужд использовала краут-рок-группа Amon Düül II. В 1972 году музыканты выпустили произведение под названием Kronwinkl 12.
Нынешний владелец — граф Каспар Граф фон Прейзинг-Лихтенегг-Моос. В 2012 году в замок Кронвинкль переехала жить графиня Владислава фон унд цу Эльц (1920–2023), урожденная Майр фон Мельнхоф.
Замок является памятником архитектуры. В реестре охраняемых объектов культурного наследия коммуны Эхинг (Ландсхут) ему присвоен номер D-2-74-124-14. Отдельно под номером D-2-7538-0278 числятся «Подземные средневековые и ренессансные объекты в районе Кронвинкля с его замковой часовней и замковым парком, включая остатки предыдущих построек или фрагменты прежних этапов строительства». К этой части описания относится и церковь Святого Стефана, возведённая к юго-востоку от основного комплекса. Контроль за состоянием сооружений осуществляет Баварское государственное управление по охране памятников.

## Описание замка
Замок Кронвинкль находится на небольшом холме на южном берегу реки Изер. В настоящее время он представляет собой вытянутый комплекс в форме вытянутого прямоугольника из четырёх примыкающих друг к другу корпусов. Они заменили прежние внешние стены крепости. Главный вход находится в южной части. Ранее к нему вёл подъёмный мост. Слегка обособленное здание в северо-восточной части было построено около 1580 года. Замковая капелла находится внутри донжона. Её создали в 1673 году.
Здания образуют небольшой внутренний двор. Всю его юго-западную часть занимает круглая высокая башня с конической крышей. Часть фасадов в верхней части украшает ступенчатый щипец. Все здания и башня оштукатурены и выкрашены в белый цвет.

## Современное использование
По договорённости с владельцами замок можно арендовать под проведение свадеб, конференций, семинаров и различных торжеств.

## Галерея

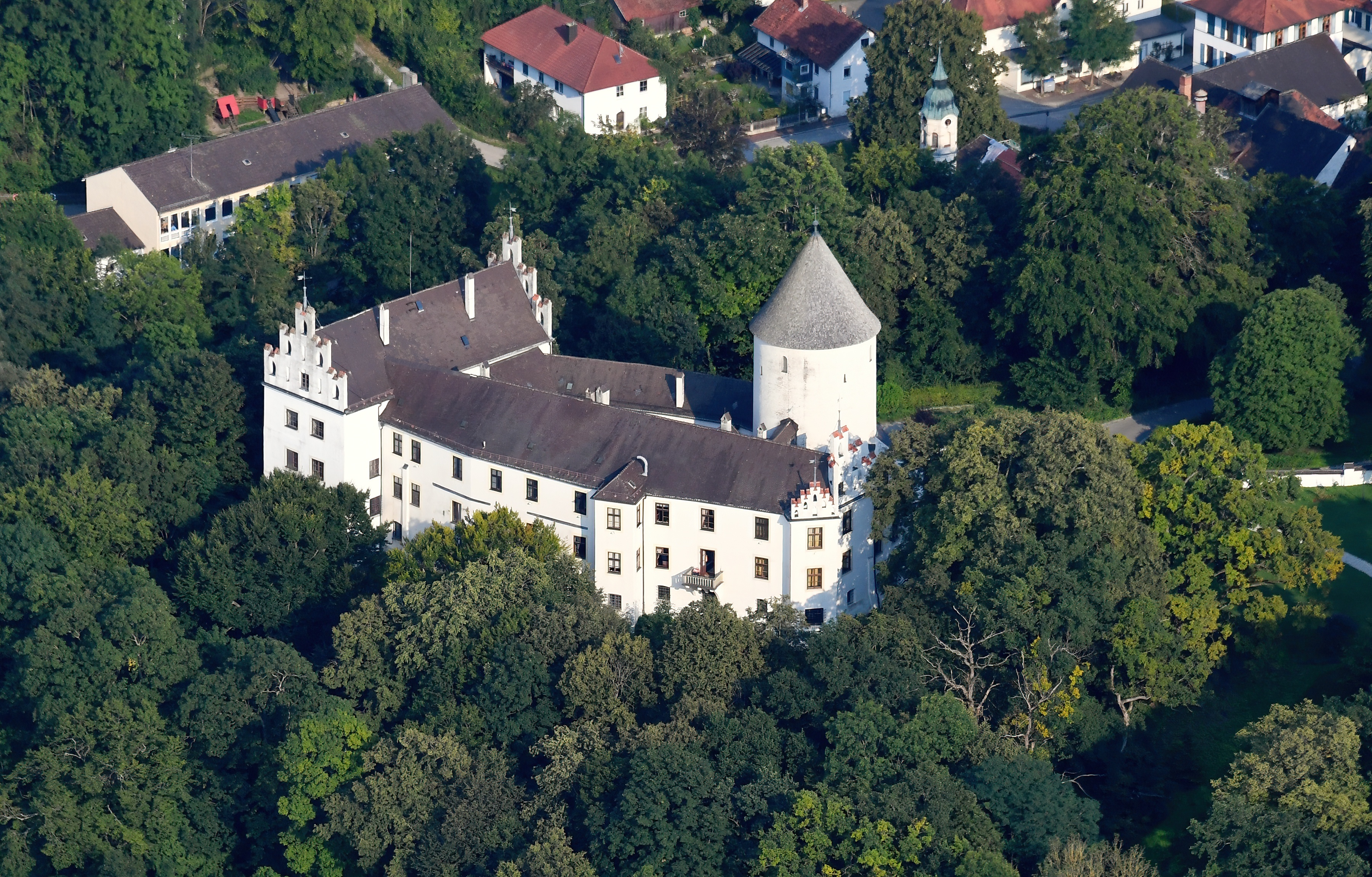
Вид замка с высоты птичьего полёта
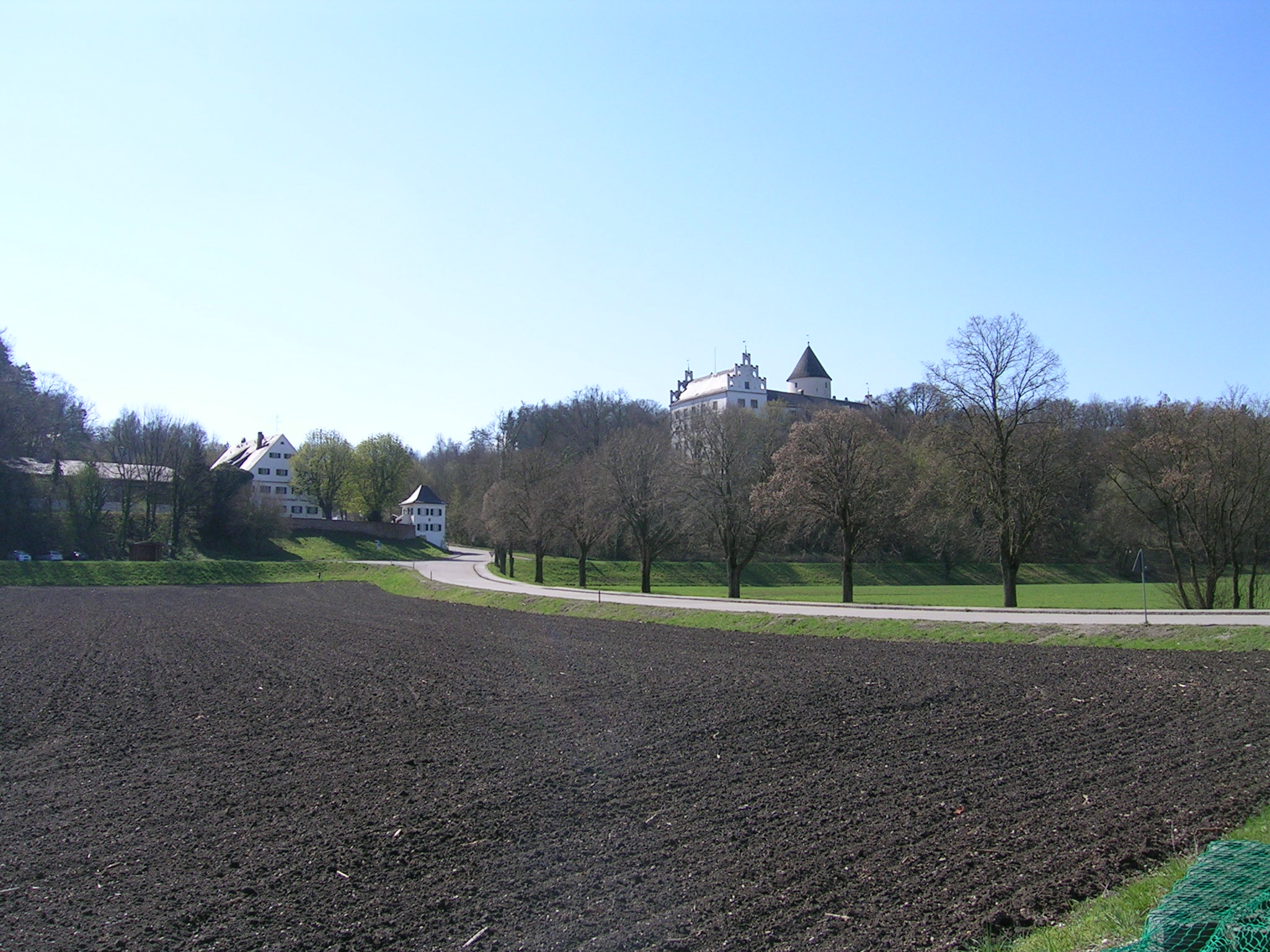
Вид замка с северо-восточной стороны
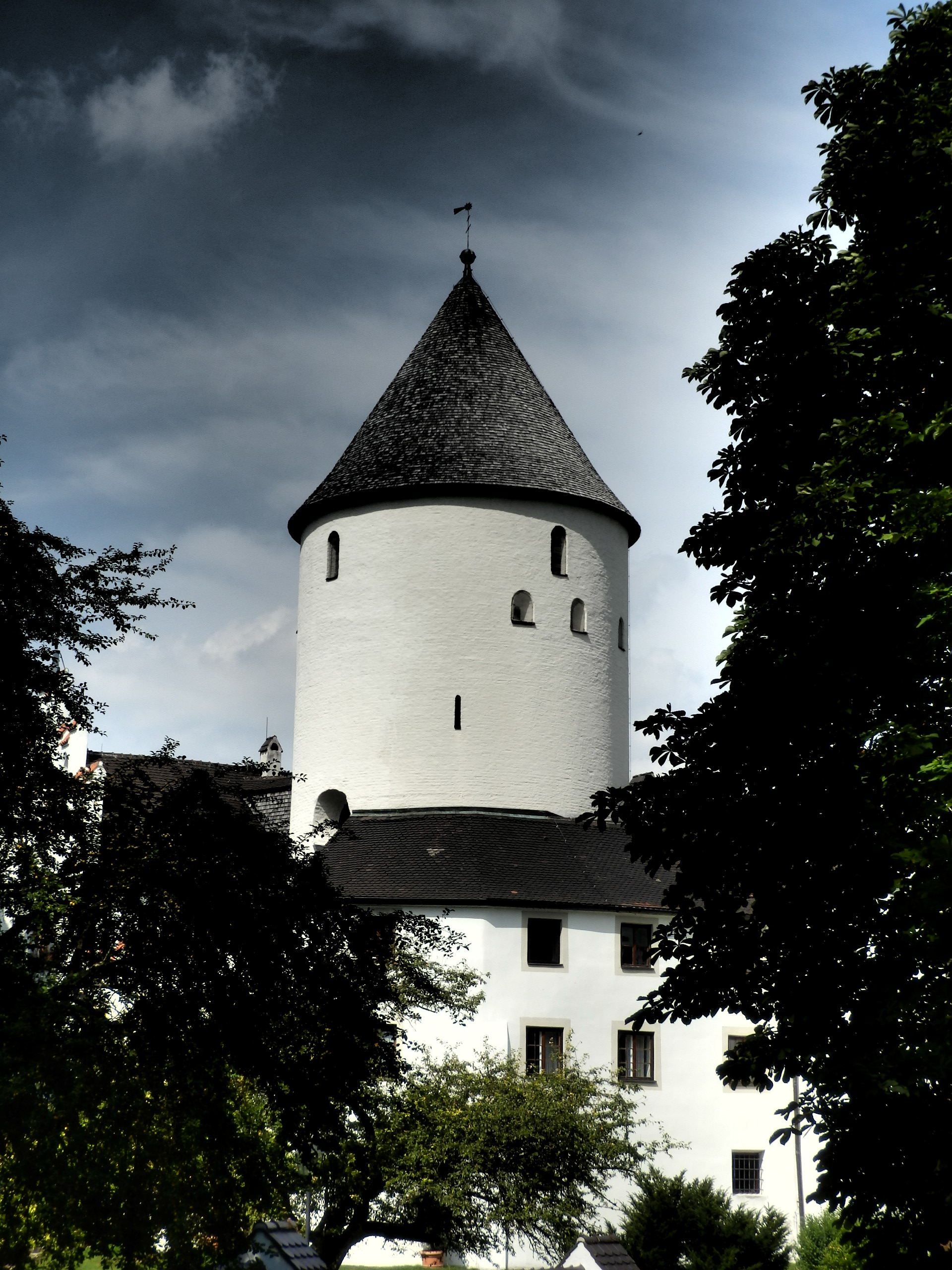
Донжон замка
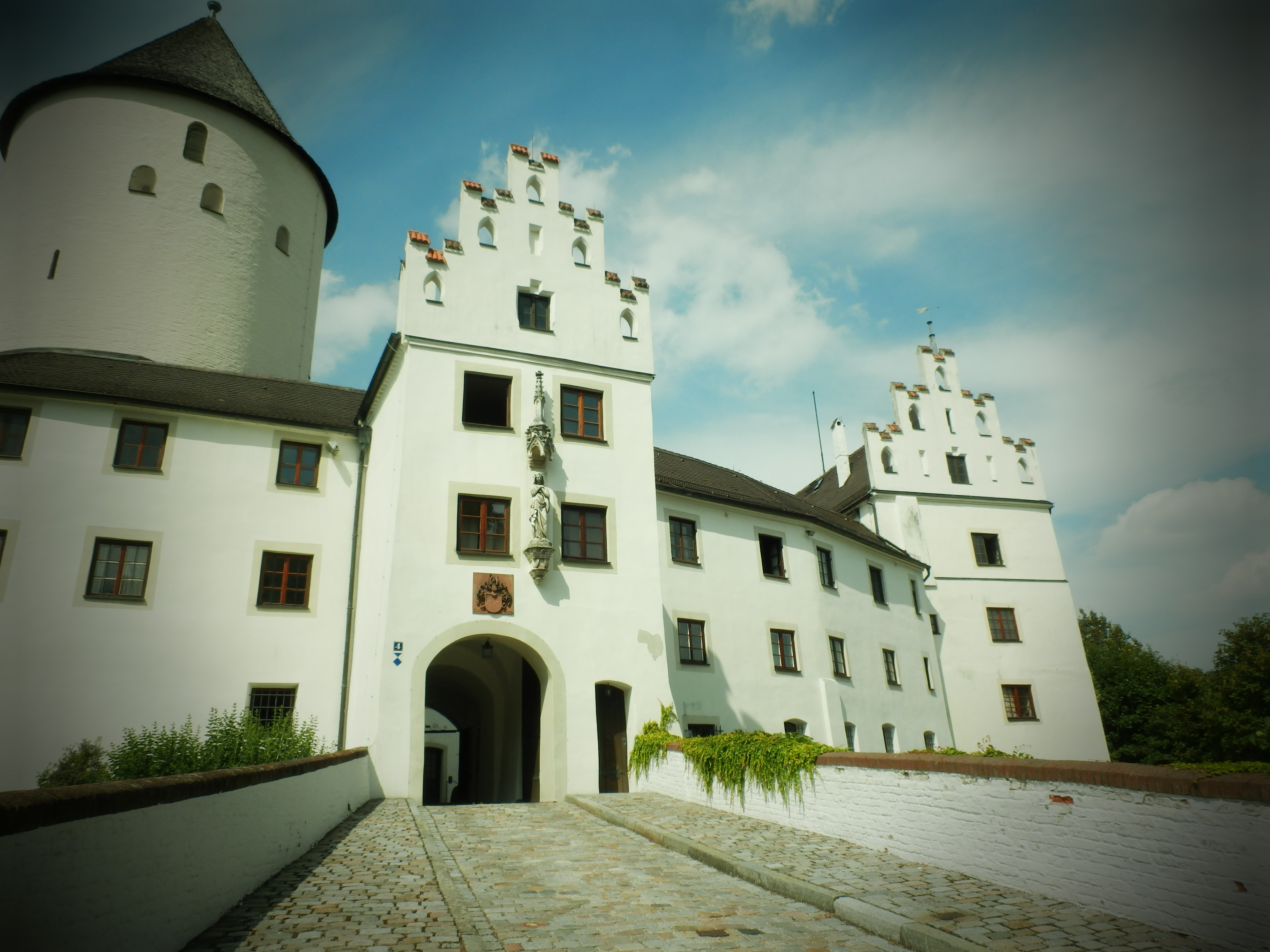
Ворота, ведущие во внутренний двор
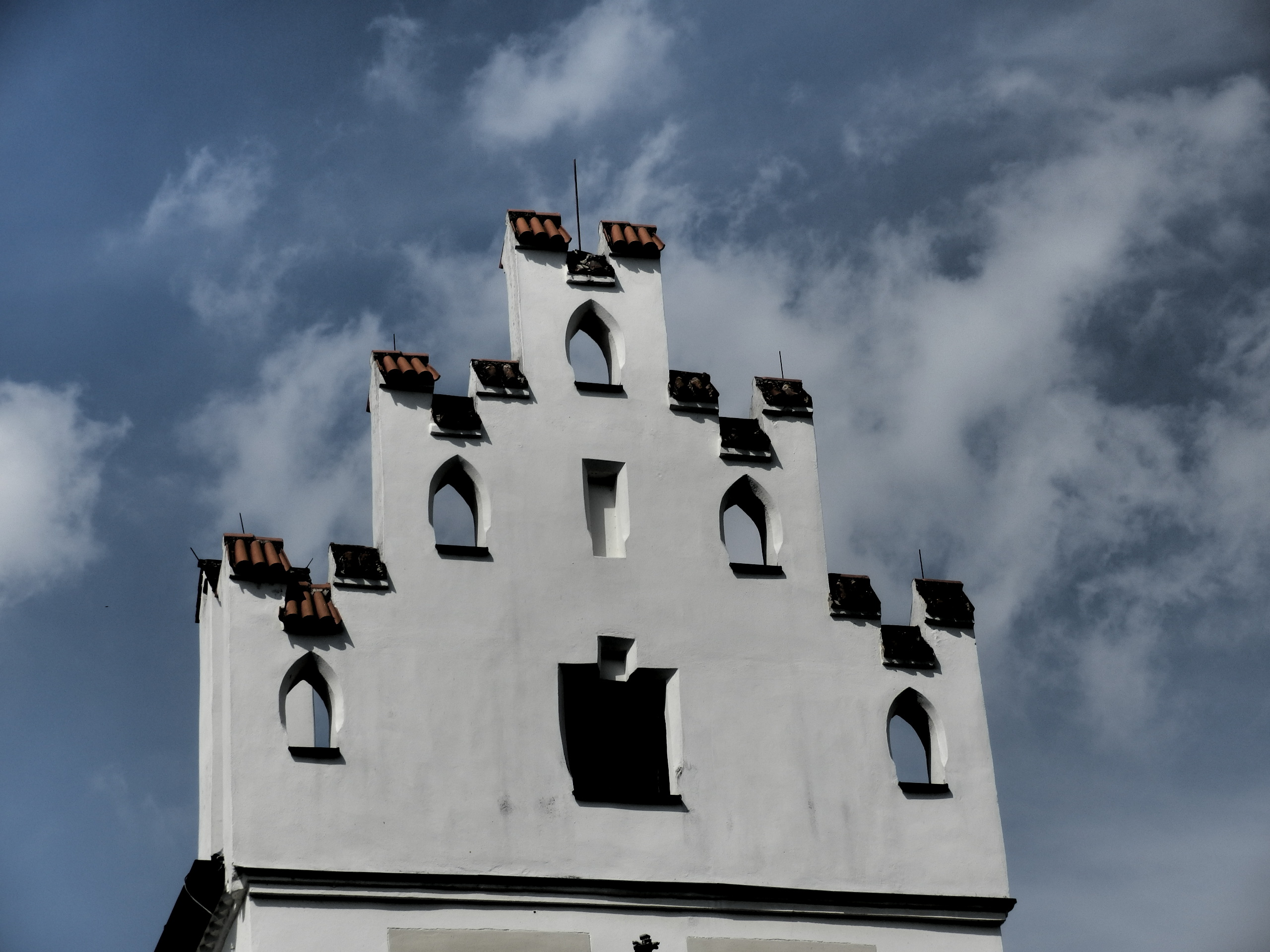
Один из фасадов с элементами ступенчатый щипец